# Powiedz, że to nie tak
Powiedz, że to nie tak (ang. Say It Isn't So) – amerykański film fabularny (komedia) o dwójce zakochanych nastolatków z Chrisem Kleinem i Heather Graham w rolach głównych.

## Fabuła
Gilbert Noble pracuje w schronisku dla zwierząt. Pewnego dnia poznaje piękną fryzjerkę Josephine Wingfield, w której się zakochuje. Po kilku miesiącach okazuje się, że oboje są rodzeństwem.

## Główne role
- Chris Klein – Gilbert Noble
- Heather Graham – Josephine Wingfield
- Orlando Jones – Dig McCaffrey
- Sally Field – Valdine Wingfield
- Richard Jenkins – Walter Wingfield
- John Rothman – Larry Falwell
- Jack Plotnick – Leon Pitofsky
- Eddie Cibrian – Jack Mitchelson
- Mark Pellegrino – Jimmy Mitchelson